# Paul Delorme
Paul Delorme (ur. 26 lipca 1868 w Saint-Maurice, zm. 7 grudnia 1956 w Paryżu, jest fizykiem i chemikiem, który został przemysłowcem po udziale w powstaniu firmy Air Liquide w 1902, której był pierwszym prezesem, zanim w 1945 roku przekazał stery grupy swojemu synowi Jeanowi Delorme. 

## Życiorys

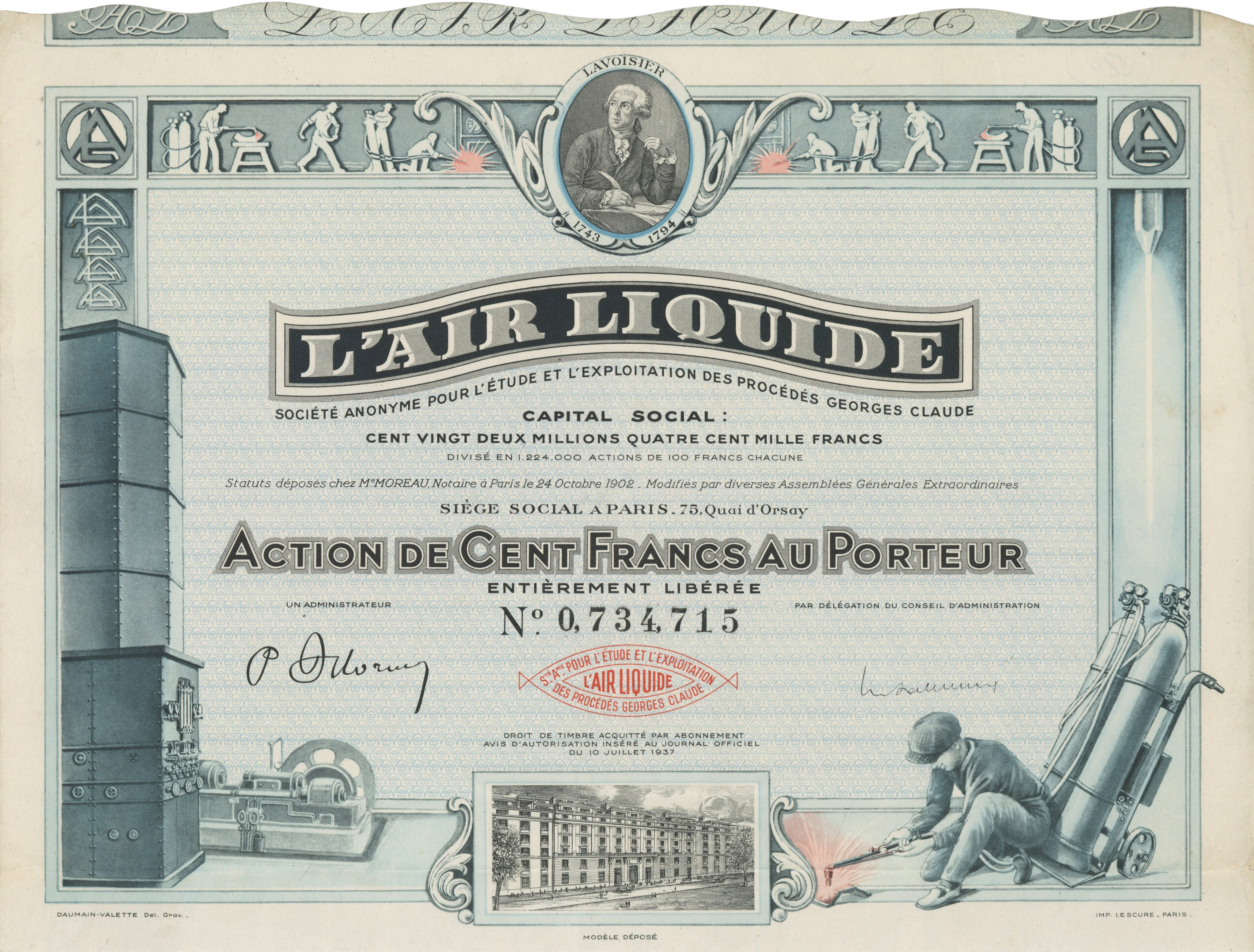
Akcja Air Liquide S.A. za 100 franków, wyemitowana w Paryżu 10 lipca 1937 r., podpisana przez Paula Delorme'a, prezesa spółki w latach 1902-1945

Syn przemysłowca Paul Delorme jest byłym studentem ESPCI Paris. Jego ojciec prowadzi fabrykę koronek. Został szefem działu sprzedaży w Thomson-Houston Electric Company, kiedy inżynier Georges Claude, jego kolega z klasy i przyjaciel, opracował proces skraplania powietrza w celu oddzielenia jego składników. On i Paul Delorme zainwestowali początkową sumę 7500 franków, wydaną na zakup silnika na sprężone powietrze, używanego przez trzy lata, w małym pomieszczeniu w magazynie La Villette, które udostępniło im Compagnie Générale des Omnibus.
W 1902 roku Paul Delorme zebrał 24 abonentów, głównie innych inżynierów, aby wesprzeć finansowo projekt przemysłowy w formie spółki akcyjnej z kapitałem 100 tysięcy franków. Pierwsza fabryka została otwarta we Francji w 1905 roku, a następnie cztery kolejne.
Począwszy od 1906 roku, stał na czele międzynarodowej ekspansji w Belgii, Włoszech, Japonii i Hongkongu, a następnie, w 1913 roku, dokonał swojej pierwszej oferty publicznej wśród coulissiers. W 1910 roku wysłał René Jacquesa Lévy'ego do Kanady, aby stworzył fabrykę na lądzie na wschodnich przedmieściach Montrealu, co było wielkim sukcesem, ale ten ostatni zginął podczas zatonięcia Titanica. W latach dwudziestych XX wieku rozwój Air Liquide w Chinach rozpoczął się w Szanghaju. W latach 1920–1929 Air Liquide zebrała 70 milionów franków poprzez emisję akcji. Złożona głównie z inżynierów i techników, zaczyna liczyć na obecność małych przewoźników, z których większość nadal będzie stosunkowo lojalna wobec firmy.
W 1930 roku rozwój firmy osiągnięto przy prawie zerowym zadłużeniu, a nieliczne emisje dłużnych papierów wartościowych stanowiły zaledwie 15% zobowiązań, zgodnie z doktryną finansową jej prezesa: "Wolę – mówił – postawić wszystko na moje zadłużone pieniądze, w perspektywie krótko-, średnio- i długoterminowej, lepiej zwrócić się do wspólników-akcjonariuszy niż do bankierów, ale nie jest to też porwane przez modę na spółki zależne do szybko rozwijającej się działalności: firma musi pozostać scentralizowana, zachowując pełną własność swoich materiałów i obiektów, zawsze i wszędzie". W rzeczywistości strategia rozwoju międzynarodowego obejmuje spółki zależne, które dopiero po skonsolidowaniu ich działalności zostaną w pełni zintegrowane ze spółką-matką, co ratuje Air Liquide w przypadku bankructwa jednej z nich.
Od 1928 r. była to 17. kapitalizacja francuskiej giełdy po wejściu na giełdę francuskich przedsiębiorstw przemysłowych, a następnie 6. w 1936 r. W przededniu II wojny światowej firma posiadała już około 130 fabryk na świecie.
Jego syn Jean Delorme przejął władzę w 1945 r., po czym ustąpił ze stanowiska i w 1985 r. przejął go jego zięć, Édouard de Royère.